# Santa Eulàlia d'Alós Sobirà
Santa Eulàlia d'Alós Sobirà fou una església romànica del poble desaparegut d'Alós Sobirà, en el terme municipal d'Alt Àneu, a la comarca del Pallars Sobirà, en territori de l'antic terme d'Isil.
En queden molt poques restes, que permeten veure el traçat de la planta.
Documentada des del 1090 i fins al 1338, a partir d'aquesta segona data desapareix dels documents. Possiblement correspon al moment en què d'Alòs Sobirà, que comptava en aquell moment amb 68 focs, es trasllada en bloc a Alós Jussà, l'actual Alós d'Isil.